# Amphipyra alpherakii
Amphipyra alpherakii là một loài bướm đêm thuộc họ Noctuidae. Nó được tìm thấy ở Trung Quốc.